# Picea obovata
Picea obovata és una espècie de conífera de la família Pinaceae originària de Sibèria, des dels Urals fins a l'óblast de Magadan, i des del límit del bosc de l'àrtic a les muntanyes Altai en el nord-est de Mongòlia.

## Característiques
Arriba a fer de 15 a 35 m d'alt. La capçada és cònica i les branques desmaiades. Les fulles són aciculars d'1-2 cm de llarg, de secció ròmbica amb estomes poc aparents. Les pinyes són cilindro-còniques, de 5-10 cm de llarg i 1,5-2 cm d'ample, verdes o porpra.

## Taxonomia
Picea obovata és molt similar genèticament l'avet roig (Picea abies) i alguns autors la consideren una subespècie de Picea abies.
Els híbrids entre les dues espècies o subespècies es troben al nord-est d'Europa i són classificats com Picea ×fennica (Regel) Komarov (o Picea ×subsp. fennica, si els dos tàxons són considerats subespècies); es diferencien dels no híbrids en tenir les pinyes menys suaument arrodonides sovint amb esquames de tres punxes.

## Usos
Arbre molt important per a obtenir fusta a Rússia, també se'n fa paper i les fulles serveixen per fer cervesa de pícea.